# Seth (divindade)
Seth, também referido como Set (em egípcio antigo: stẖ; em grego clássico: Σήθ; romaniz.: Séth), Setesh, Sutekh, Setekh ou Suty, é, no panteão do Antigo Egito, um deus egípcio do caos, da seca, da guerra, o senhor da terra vermelha (deserto) onde ele era o equilíbrio para o papel de Hórus como o senhor da terra negra (solo). Em mitos, Seth é o deus da confusão, da desordem e da perturbação, que é enfatizada pela escrita hieroglífica em que o animal de Seth serve como determinante para conceitos negativos (autoritarismo, fúria, crueldade, crise, tumulto, desastre, sofrimento, doença, tempestade). Mestre de trovões e relâmpagos, exerce seu poder nas margens do Egito, que são terras do deserto, áreas áridas e países fora da planície do Nilo. Seth é um deus complexo.
Seu poder desordenado, no entanto, contribui para o equilíbrio cósmico. De acordo com a visão egípcia, as forças destrutivas estão em constante luta contra as forças positivas. Nesse sentido, Seti se opõe a seu irmão Osiris, símbolo de terra fértil e nutritiva. Dos textos das pirâmides, Seti é o rival eterno de Hórus. Durante uma briga, ele lambe o olho de seu oponente que, por sua vez, machuca seus testículos. O antagonismo dos dois deuses ilustra a natureza dupla do faraó que une essas duas forças opostas, mas complementares. Se Hórus é o deus da ordem faraônica, o poder irracional de Seti participa no simbolismo real como uma imagem da força violenta e desencadeada que o rei desdobra contra seus inimigos. Protetor de Rá, Seti luta contra a cobra Apófis e, assim, participa do bom funcionamento do mundo. Embora perturbador e vinculado a forças indiscriminadamente destrutivas, Set, no entanto, é mais um trickster que um demônio maligno, pelo menos em mitos antigos.

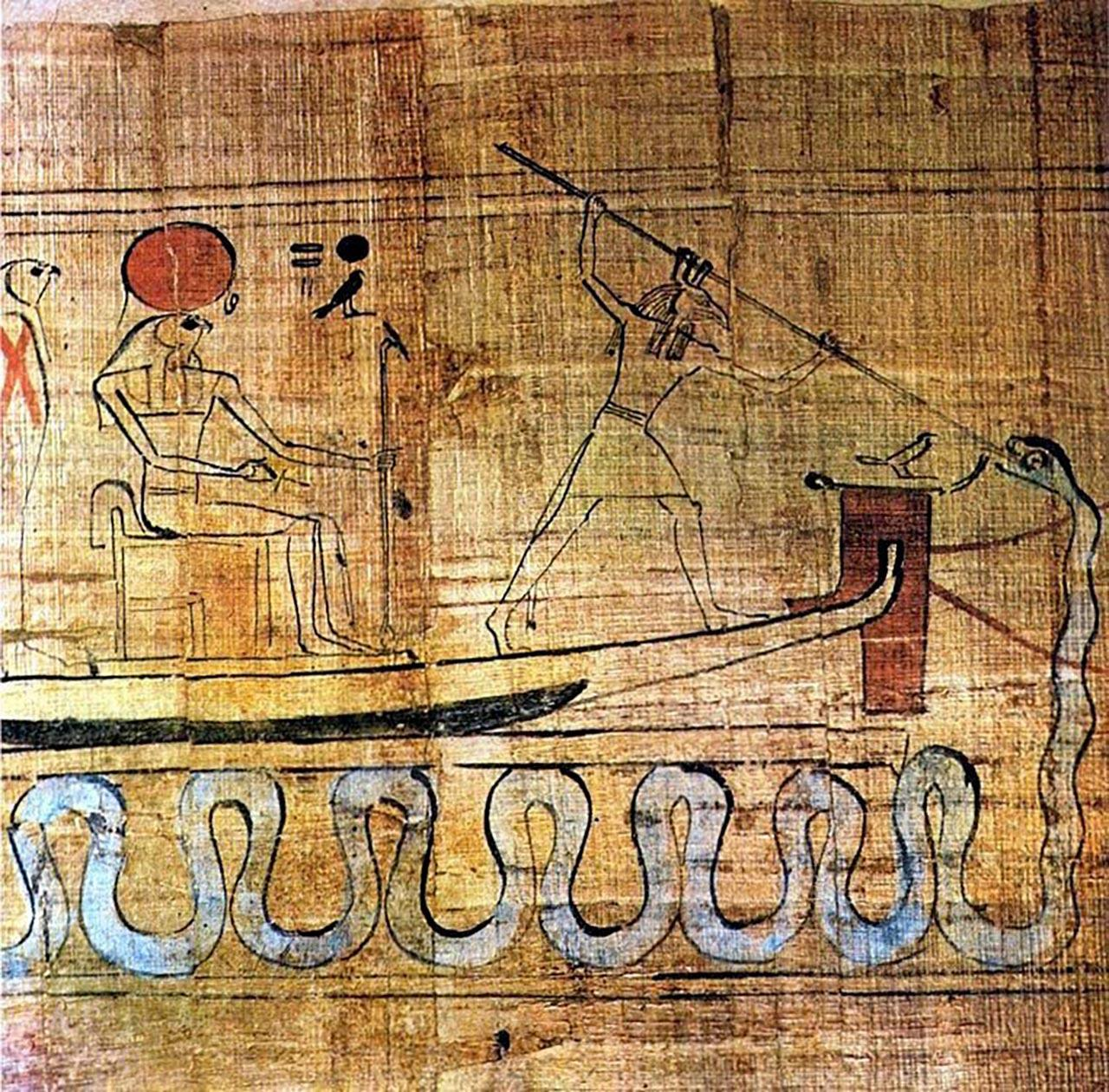
Seti matando o demônio serpente Apep

É somente a partir do Terceiro Período Intermediário que a imagem de Seti mancha permanentemente, talvez em resposta às sucessivas aquisições de vários povos estrangeiros sobre o Reino do Egito. Set, associado a potências estrangeiras, torna-se o agente maligno da perda do país. Os mitos sobre Seti o retratam como ambicioso, intrigante, manipulador, com foco no assassinato de seu irmão Osiris. Ele é gradualmente confundido com Apófis, a serpente do caos, apesar da antiga tradição que ele lutou contra ele em nome de Rá. O mundo grego identificou-o com o Tifão, o monstro primordial do caos e uma entidade do mal comparável.
No Livro dos Mortos, Seti é chamado "O Senhor dos Céus do Norte" e é considerado responsável pelas tempestades e o mau tempo. A história do longo conflito entre Seti e Hórus é vista por alguns como uma representação de uma grande batalha entre cultos no Egito cujo culto vencedor pode ter transformado o deus do culto inimigo em deus do mal.

## A briga de Seti pelo lugar de Osíris
Querendo suceder Osíris, o filho deste, e sobrinho de Seti (às vezes indicado como irmão deste), Hórus, trava uma verdadeira batalha para suceder seu pai, disputando o trono com Seti. Seti, sentindo-se injustiçado por não assumir o lugar de Osíris, pois segundo ele, é o único deus forte o suficiente para ocupar tal lugar, vai perante os deuses superiores protestar pelo que considera seu direito. Hórus, o deus da guerra, argumenta para Geb ou, em outras versões do mito, para Rá que é o legítimo herdeiro do trono ao que Seti se opõe, dando início a um conflito divino. Na querela entra Ísis, a mãe de Hórus, que convence a Enéade, o conselho dos deuses, a não outorgar em favor de Seti. Porém, a Enéade decide se reunir mais uma vez, agora numa ilha, para julgar o caso no que Ísis é impedida de acompanhar.
Entretanto Ísis disfarçada de idosa suborna o condutor da barca solar, Nemty, com uma joia e segue os outros deuses até a ilha onde eles se reuniriam. Lá ela se transforma numa bela moça para seduzir Seti e assim conseguir sua confissão de que na verdade o seu filho de fato era o herdeiro por direito ao trono de Osíris e não ele, fazendo-o mais uma vez protestar com o conselho de deuses sugerindo então um desafio para Hórus onde ambos se metamorfoseariam em hipopótamos para sobreviver alguns meses sob a água. Ísis preocupada com seu filho decide ajudá-lo arremessando um arpão nas águas, mas acaba por atingir Hórus acidentalmente. Ísis fisga então Seti que pede por clemência ao que ela consente.
Irritado por sua mãe tê-lo ferido, Hórus a ataca e corta sua cabeça fugindo para o deserto. Após o ocorrido a Enéade decide puní-lo por ferir sua mãe. Seti então tira os olhos de Hórus enquanto dorme. Hator restaura-lhe a visão com leite. Mais uma vez, Hórus apela perante os deuses por equidade sendo que agora esses, falam para Osíris no mundo dos mortos que responde inquirindo por que seu filho ainda não foi entronado ameaçando-os com uma infestação de demônios. Finalmente após deliberar, Rá decide arbitrar em favor de Hórus e acolhe Seti enfim na morada dos deuses.

## A traição de Néftis e suposta inveja de Seti
Algumas versões contam que na verdade ele  traído por Néftis com Osíris, daí seu assassinato.
O maior defensor dos oprimidos e injustiçados, tinha fama de violento e perigoso, uma verdadeira ameaça. Conta-se que Seti ficou com inveja de Osíris e trabalhou incessantemente para destruí-lo (versões contam que Néftis, esposa de Seti, fora seduzida por Osíris, o que seria uma ressalva. Anúbis teria sido concebido desta relação). 
Formando um corrilho de 72 conspiradores leais a ele (chamados sits) para auxiliá-lo, Seti convida Osíris para um festim. No decurso dos manjares, Seti apresenta uma magnífica ataúde (sarcófago), e promete dá-la de presente a quem nela coubesse perfeitamente. Os convidados (que, na verdade, eram apenas os sits disfarçados) tentaram ganhar a ataúde, mas sempre sobrava ou faltava um pouco de espaço, dado que Seti a tinha preparado nas medidas de Osíris. Convidado por Seti, Osíris entra nela, e se deita. No mesmo instante, o corrilho dos sits tranca a ataúde e a joga no fundo do Nilo. As águas violentas arrastam a ataúde, passando pelo Mediterrâneo até finalmente encalhar numa das praias de Biblos, na Fenícia.
Ísis, desesperada com o sucedido, parte à procura do marido, procurando obter todo o tipo de informações dos que encontra pelo caminho. Chegado a Biblos, Ísis descobre que a ataúde ficou presa numa árvore que tinha  sido cortada para fazer um sustentáculo no palácio real. Com a ajuda da rainha, Ísis corta o sustentáculo e consegue regressar ao Egito com o corpo do amado, que esconde numa plantação de papiros.
Contudo, Seti encontrou a ataúde e, e furioso decide esquartejar em 14 pedaços o corpo, que espalha por todo o Egito; segundo alguns textos do período ptolemaico, teriam sido 16 ou 42 partes. Quanto ao significado destes números, deve-se referir que o 14 é o número de dias que decorre entre a lua cheia e a lua nova e o 42 era o número de províncias (ou nomos) em que o Egito se encontrava dividido.
Suas ações fizeram com que a maioria dos outros deuses se voltassem contra ele, mas Seti se considerava incólume e inatacável. Hórus, filho de Ísis e Osíris, conseguiu vingar o pai e matar Seti, que acabou demonizado como uma deidade maligna nos mitos egípcios.

## Aparência
Os egípcios geralmente descrevem Seti como um homem com a cabeça de um animal fantástico que eles chamavam de animal Seti. Tinha um focinho pontudo, orelhas altas e retangulares e um corpo canino fino com uma longa cauda bifurcada. O corpo do animal de Seti tinha tufos de pelos na forma de setas invertidas.
As imagens de Seti mostram-lhe segurando um ankh em uma mão e um báculo na outra.O báculo era longo com a ponta da parte inferior bifurcada e a cabeça do animal Seti na parte superior.
Os egípcios também associaram Seti a diferentes animais e às vezes era retratado como um deles. Os animais incluem o javali, o antílope, o crocodilo e o burro. Alguns egípcios também o associaram com criaturas venenosas, como cobras e escorpiões. Em alguns mitos, Seti assumiu a forma de um hipopótamo. Embora o mais aceito é que Seti seja representado pelo aardvark, que é o que mais se assemelha a Seti.
Segundo Diodoro da Sicília, "O deus Seti tinha cabelos ruivos". 

## Adoração de Seti

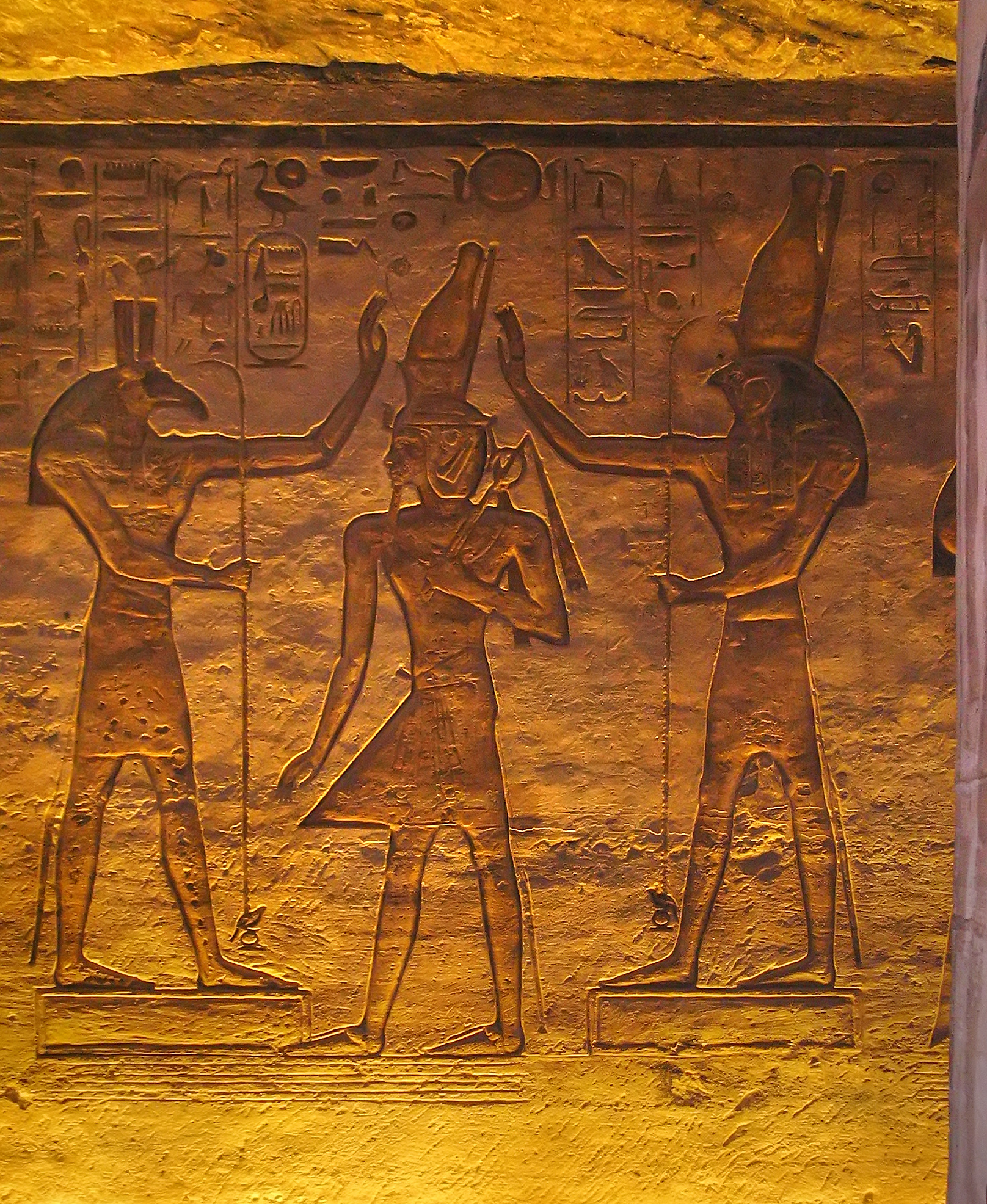
Seti (Esquerda) e Hórus (Direita), adorando Ramessés II em um pequeno templo de Abul-Simbel

Os faraós respeitavam Seti e seu poder, pois acreditava-se que Seti estava entre os dois deuses que deram o poder e a autoridade dos faraós. Alguns faraós, como Seti I, foram nomeados com seu nome e muitos outros usaram o animal Seti como parte de seu emblema.
O primeiro faraó da décima nona dinastia, Ramessés I, veio de uma família que tinha relações com os sacerdotes de Seti, fazendo com que muitos dos faraós tivessem seus nomes trocados para Seti, como foi o caso de Seti I e Seti II que significam “Homem de Seti”. Segundo REMLER (Egyptian Mythology A to Z, 2010, p. 174) “O animal de Seti estava associado com a cor vermelha, a cor do deserto e animais com pelos vermelhos e até mesmo os homens com o cabelo vermelho, foram considerados seguidores de Seti”.
Dois grandes festivais foram associados com Seti. Um deles era um dos cinco dias intercalados, os 5 dias anteriores ao começou do Ano Novo. Estes foram os dias em que os cinco deuses Osirianos (Osíris, Hórus, Seti, Ísis e Néftis) nasceram. O segundo festival era uma reencenação ritualística para sua honra. Este festival recria a derrota de Hórus por Set.

## Templos de Seti
Um dos centros do culto de Seti era Tukh ou Ombos . A maior parte do templo já está destruída, mas o remanescente data do período do Novo Reino. Um enorme cetro foi encontrado aqui, que foi dedicado por Amenófis III a Seti e é dito ser o maior objeto de faiança já encontrado no Egito. O outro centro de adoração era Aváris, a capital dos hicsos. Os hicsos eram um grupo de asiáticos que governaram o Egito durante o Segundo Período Intermediário. Eles adoraram Seti porque o associaram com seu deus principal Baal, um Deus associado também às tempestades.